# پورت هدلند، استرالیای غربی
پورت هدلند، استرالیای غربی (به انگلیسی: Port Hedland) یک شهرک در استرالیا است که در استرالیای غربی واقع شده‌است.